# David Sauget
David Sauget (Champagnole, 23 novembre 1979) è un ex calciatore francese, difensore.